# Alessandro Nannini
Alessandro Nannini (Siena, Italia; 7 de julio de 1959) es un expiloto de automovilismo italiano. Disputó 78 Grandes Premios de Fórmula 1 desde 1986 hasta 1990 para las escuderías Minardi y Benetton. Ganó un solo Gran Premio, obtuvo nueve podios y consiguió un total de 65 puntos del campeonato. Su mejor resultado de campeonato de pilotos fue un sexto puesto en 1989.
Nannini también obtuvo victorias en el Campeonato Mundial de Resistencia como piloto de Lancia. Luego de recuperarse de una lesión, se destacó en el Deutsche Tourenwagen Meisterschaft con Alfa Romeo y el Campeonato FIA GT con Mercedes-Benz.

## Carrera deportiva
Nannini fue campeón de la Fórmula Fiat Abarth en 1981. Luego disputó la Fórmula 2 Europea con el equipo Minardi, resultando décimo en 1982, séptimo en 1983 y décimo en 1984. En paralelo, participó en algunas carreras del Campeonato Mundial de Resistencia con el equipo oficial de Lancia, logrando la victoria en los 1000 km Kyalami de 1983 junto a Riccardo Patrese y varios podios. El italiano se centró en el Campeonato Mundial de Resistencia en 1985, donde logró dos podios con Lancia y terminó octavo en la tabla general.
El piloto obtuvo la Superlicencia para la temporada 1986, y disputó la Fórmula 1 con Minardi. Abandonó en prácticamente todas las carreras, y logró solamente un 14.º como mejor resultado. En 1987 obtuvo dos 11.º puestos y un 16.º con Minardi, por lo que terminó nuevamente sin puntos. Por otra parte, disputó cuatro de las seis fechas europeas del Campeonato Mundial de Turismos con un Alfa Romeo 75 oficial.
Benetton fichó a Nannini para disputar la temporada 1988 de la Fórmula 1 como compañero de Thierry Boutsen. Obtuvo dos terceros puestos, un quinto y dos sextos, por lo que finalizó décimo en el campeonato de pilotos.

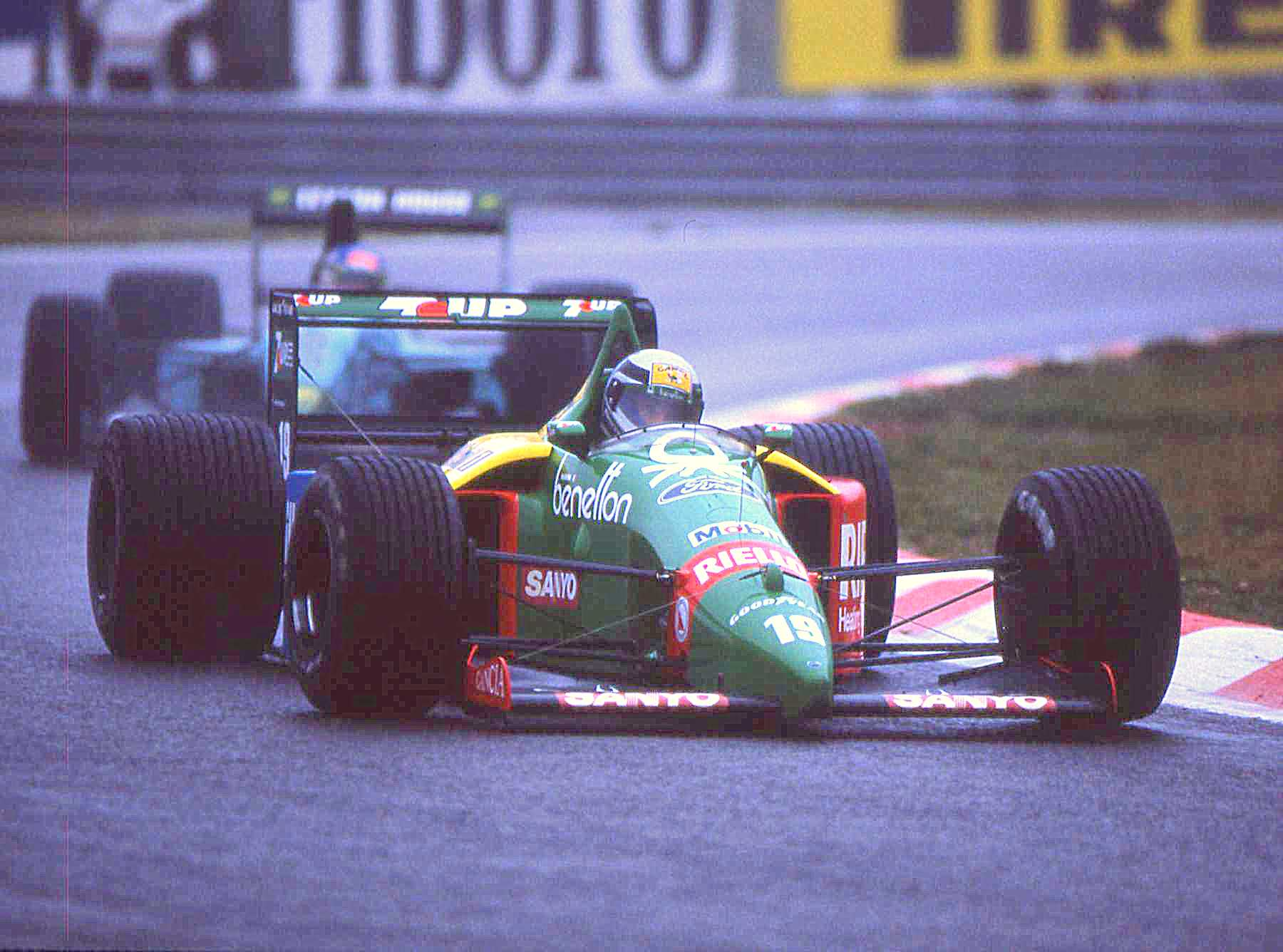
Alessandro Nannini en el GP de Bélgica de 1989.

Su única victoria en la máxima categoría del automovilismo internacional fue en el Gran Premio de Japón de 1989 cuando Ayrton Senna y Alain Prost colisionaron en la lucha por el título; Senna regresó para cruzar la meta en primer lugar pero fue descalificado, dejando el triunfo a Nannini. El italiano logró en total cuatro podios y ocho resultados puntuables, de modo que alcanzó la sexta colocación final con 32 puntos.
En su tercer año como piloto de Benetton, Nannini logró un segundo puesto, dos terceros, dos cuartos y un sexto. Así, terminó octavo en el campeonato de pilotos.
En un accidente de helicóptero se amputó un brazo, el cual le reimplantaron. Las secuelas del accidente lo obligaron a ausentarse de las dos últimas fechas de 1990, y precipitaron el final de su carrera en la Fórmula 1.
Nannini volvió a competir profesionalmente en 1992, al disputar el Campeonato Italiano de Superturismos con un Alfa Romeo 155 oficial. Obtuvo cinco victorias y diez podios en 20 carreras, y resultó tercero por detrás de Nicola Larini y Giorgio Francia.

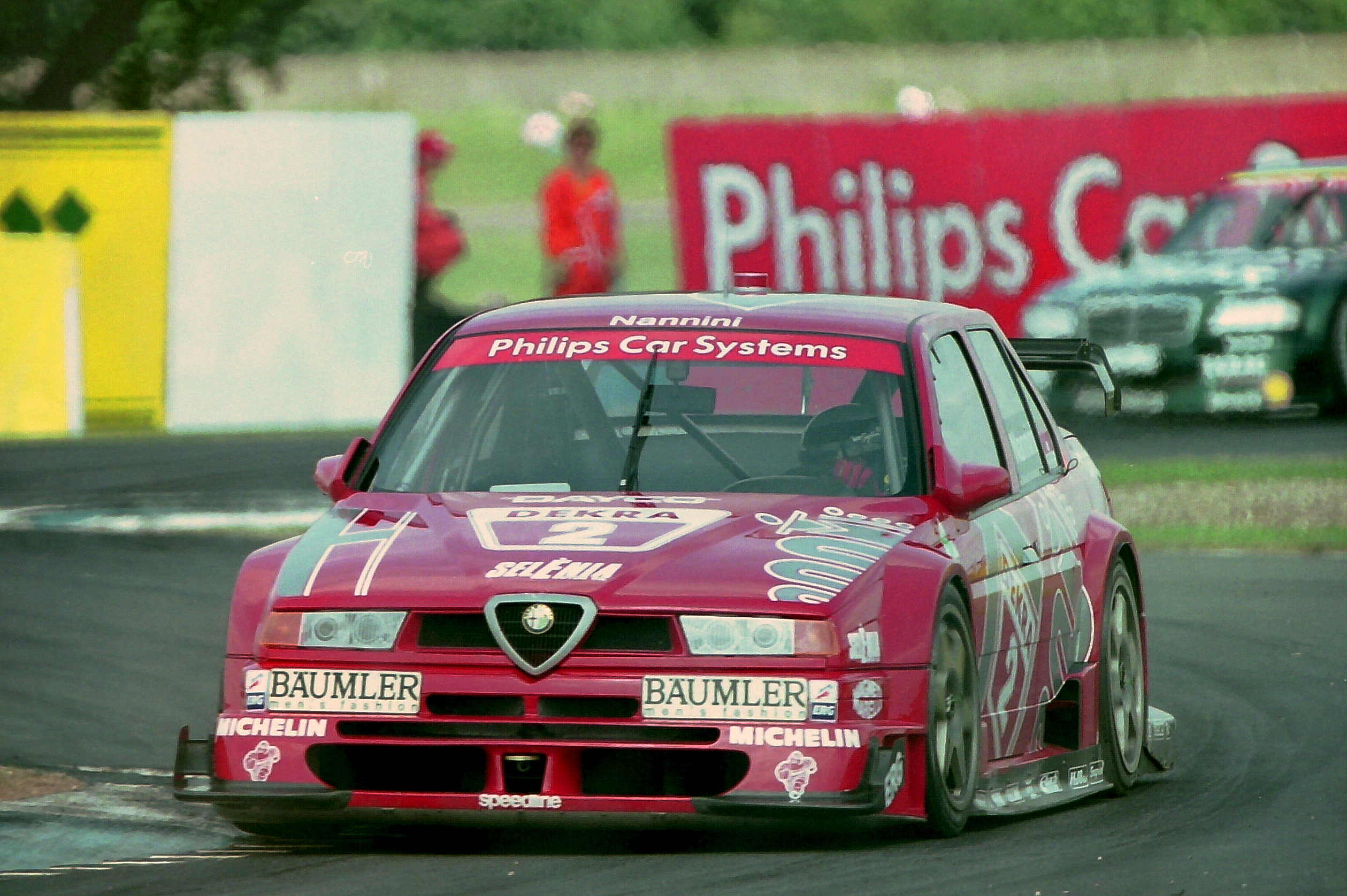
Alessandro Nannini compitiendo en DTM en 1994.

En 1993, el italiano pasó a formar parte del programa oficial de Alfa Romeo en el Deutsche Tourenwagen Meisterschaft. Consiguió dos victorias y cinco podios en 20 carreras, por lo que culminó octavo en la tabla general. En 1994 consiguió cinco victorias y terminó cuarto en el campeonato, por detrás de Klaus Ludwig, Jörg van Ommen y Larini.
Continuando con Alfa Romeo, Nannini obtuvo dos podios en el DTM 1995. De este modo, quedó 11.º en el campeonato alemán y 15.º en el internacional. En 1996 cosechó siete victorias con su Alfa Romeo 155, terminando así tercero por detrás de Manuel Reuter y Bernd Schneider.
Ante el fin del DTM, Mercedes-Benz ingresó al Campeonato FIA GT con su Mercedes-Benz CLK GTR. Nannini ganó los 1000 km de Suzuka y obtuvo cuatro segundos puestos junto a Marcel Tiemann, por lo que concluyó quinto en el campeonato de pilotos de la clase GT1. Nannini se retiró al finalizar el año, aunque volvió a las pistas en 2006 y 2007 como invitado en el International GT Open.

## Vida personal
Es el hermano menor de la cantante de rock Gianna Nannini y tío del también piloto Matteo Nannini.

## Resultados

### Fórmula 1
(Clave) (negrita indica pole position) (cursiva indica vuelta rápida)

| Año     | Escudería             | 1       | 2       | 3       | 4       | 5       | 6       | 7       | 8       | 9       | 10      | 11      | 12      | 13      | 14      | 15      | 16      | Pos. | Puntos |
| ------- | --------------------- | ------- | ------- | ------- | ------- | ------- | ------- | ------- | ------- | ------- | ------- | ------- | ------- | ------- | ------- | ------- | ------- | ---- | ------ |
| 1986    | Minardi Team          | BRA Ret | ESP DNS | SMR Ret | MON DNQ | BEL Ret | CAN Ret | USA Ret | FRA Ret | GBR Ret | GER Ret | HUN Ret | AUT Ret | ITA Ret | POR NC  | MEX 14  | AUS Ret | NC   | 0      |
| 1987    | Minardi Team          | BRA Ret | SMR Ret | BEL Ret | MON Ret | USA Ret | FRA Ret | GBR Ret | GER Ret | HUN 11  | AUT Ret | ITA 16  | POR 11  | ESP Ret | MEX Ret | JPN Ret | AUS Ret | NC   | 0      |
| 1988    | Benetton Formula Ltd. | BRA Ret | SMR 6   | MON Ret | MEX 7   | CAN Ret | USA Ret | FRA 6   | GBR 3   | GER 18  | HUN Ret | BEL DSQ | ITA 9   | POR Ret | ESP 3   | JPN 5   | AUS Ret | 10.º | 12     |
| 1989    | Benetton Formula Ltd. | BRA 6   | SMR 3   | MON 8   | MEX 4   | USA Ret | CAN DSQ | FRA Ret | GBR 3   | GER Ret | HUN Ret | BEL 5   | ITA Ret | POR 4   | ESP Ret | JPN 1   | AUS 2   | 6.º  | 32     |
| 1990    | Benetton Formula Ltd. | USA 11  | BRA 10  | SMR 3   | MON Ret | CAN Ret | MEX 4   | FRA 16  | GBR Ret | GER 2   | HUN Ret | BEL 4   | ITA 8   | POR 6   | ESP 3   | JPN     | AUS     | 8.º  | 21     |
| Fuente: |                       |         |         |         |         |         |         |         |         |         |         |         |         |         |         |         |         |      |        |